# Holland Range
Die Holland Range ist ein rund 100 km langer, schroffer Gebirgszug an der Shackleton-Küste der antarktischen Ross Dependency. Am Westrand des Ross-Schelfeises erstreckt er sich vom Robb-Gletscher bis zum Lennox-King-Gletscher. Zu den Gipfeln der Holland Range gehören:
- Mount Miller (4160 m)
- Mount Reid (3315 m)
- Mount Lloyd (3210 m)
- Mount Allen Young (2755 m)
- Mount Tripp (2980 m)

Namensgeber ist der neuseeländische Premierminister Sidney Holland (1893–1961), der sich für die Unterstützung der Commonwealth Trans-Antarctic Expedition (1955–1958) eingesetzt hatte. 